# 에밀 헤이니
에밀 헤이니(Emile Haynie, 1980년 7월 13일 ~ )는 미국의 디제이 겸 프로듀서이다.